# Microschemobrycon casiquiare
Microschemobrycon casiquiare es una especie de peces de la familia Characidae en el orden de los Characiformes.

## Morfología
Los machos pueden llegar alcanzar los 3 cm de longitud total.

## Hábitat
Vive en zonas de clima subtropical.

## Distribución geográfica
Se encuentran en Sudamérica:  cuencas de los ríos  Negro, Casiquiare y  Madeira.